# Schwedische Badmintonmeisterschaft 1937
Die Schwedische Badmintonmeisterschaft 1937 fand in Stockholm statt. Es war die erste Austragung der nationalen Titelkämpfe im Badminton in Schweden.

## Titelträger
| Disziplin    | Sieger                                      |
| ------------ | ------------------------------------------- |
| Herreneinzel | Bengt Polling Malmö BK                      |
| Dameneinzel  | Thyra Hedvall SBK                           |
| Herrendoppel | Bengt Polling Thore Sjögren Malmö BK        |
| Damendoppel  | Thyra Hedvall Märtha Sköld SBK              |
| Mixed        | Curt-Eric Walldow Edith Persson BK-33 Malmö |